# Видор
 Тази статия е за града в Италия.  За френския композитор вижте Шарл-Мари Видор.  За американския режисьор вижте Кинг Видор.
Видо̀р (на италиански и на венециански: Vidor) е малко градче и община в Северна Италия, провинция Тревизо, регион Венето. Разположено е на 152 m надморска височина. Населението на общината е 3819 души (към 2010 г.).